# Herman Snellen

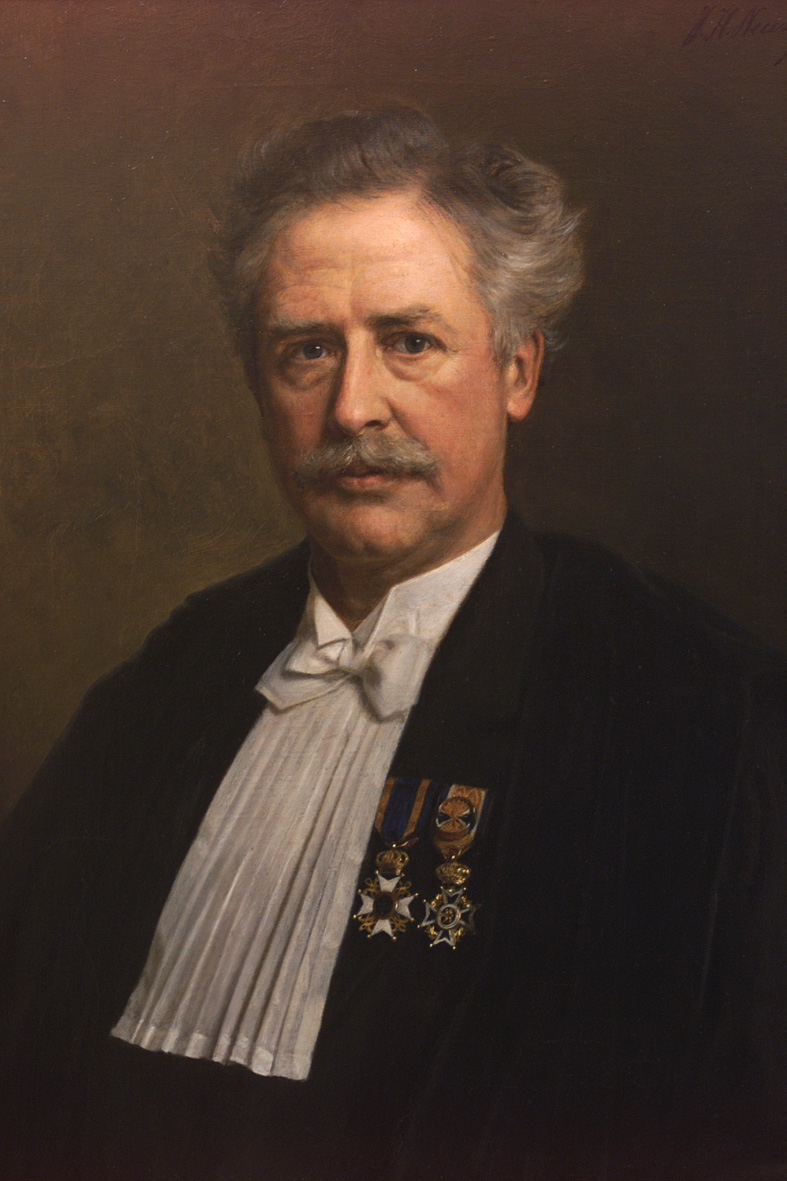
H. Snellen - Pintura realitzada per J.H. Neuman.

Herman Snellen (Zeist, 19 de febrer de 1834 - Utrecht, 18 de gener de 1908) va ser un oftalmóleg neerlandès que va crear el 1862 la prova de Snellen per estudiar l'agudesa visual dels seus pacients. Va assumir el càrrec de director de l'hospital holandès (Nederlandsch Gasthuis) per a pacients oftàlmics, precedit en el càrrec pel Dr. Frans Cornelis Donders.
Des de la seva creació, s'han venut més còpies de la carta de Snellen que qualsevol altra carta. S'ha mantingut com un estàndard en els consultoris mèdics al segle 21

## Imatges

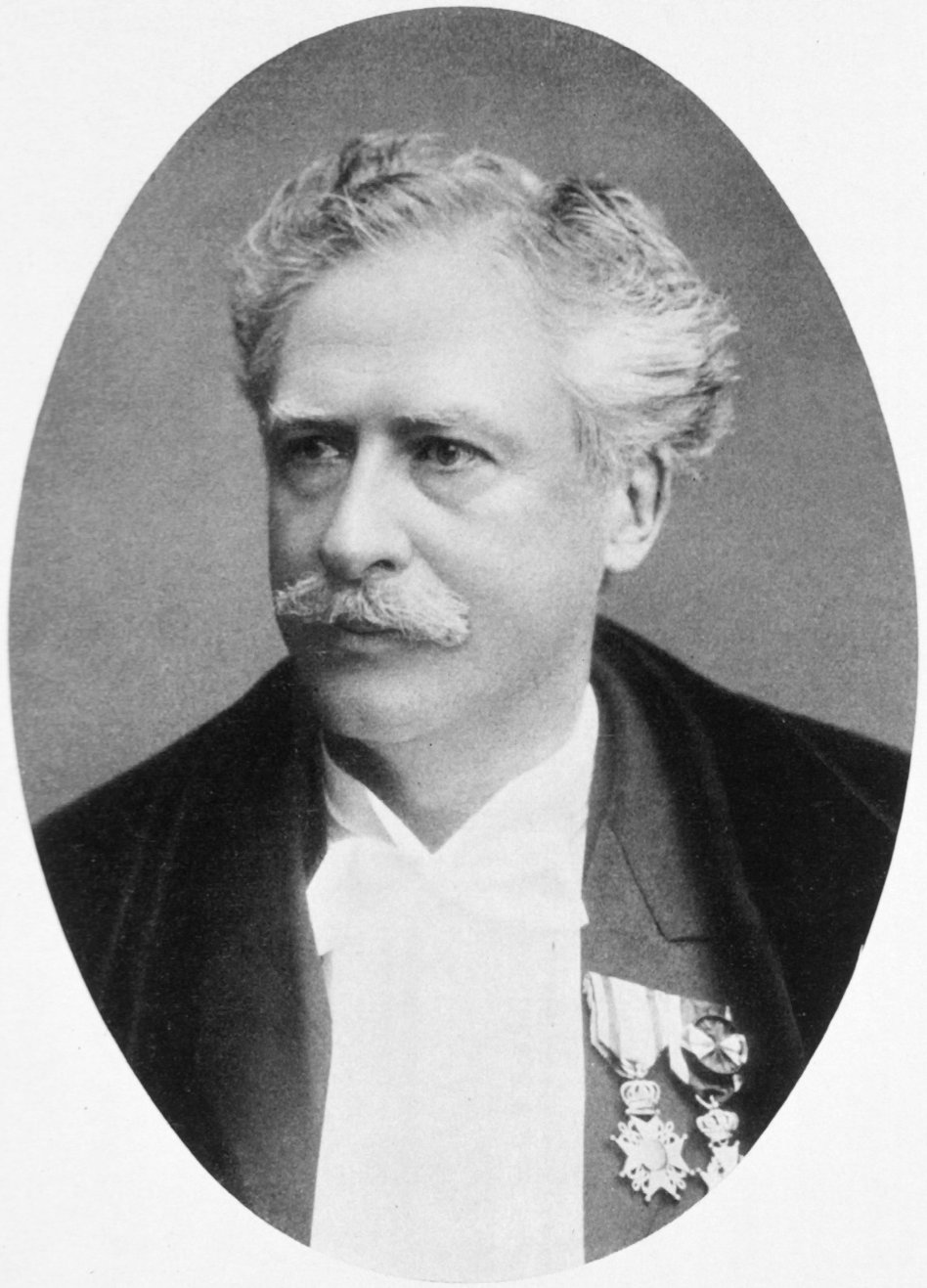
H. Snellen
Cartell de Snellen actual